# Piscidia piscipula

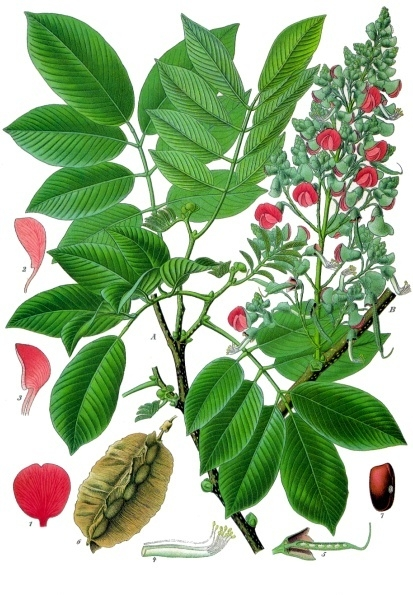
Illustration

Piscidia piscipula ist eine Pflanzenart in der Familie der Hülsenfrüchtler in der Unterfamilie der Schmetterlingsblütler aus Mexiko bis nach Zentralamerika, Florida und den Antillen.

## Beschreibung
Piscidia piscipula wächst als halbimmergrüner Baum bis zu 15 Meter hoch. Der Stammdurchmesser erreicht bis über 60 Zentimeter. Die gräuliche Borke ist rissig bis schuppig oder abblätternd.
Die wechselständigen und gestielten Laubblätter sind unpaarig gefiedert mit bis zu 11 Blättchen. Der Blattstiel ist bis 4 Zentimeter lang. Die kurz gestielten, ganzrandigen, eiförmigen bis verkehrt-eiförmigen oder elliptischen, bespitzten bis seltener stumpfen Blättchen sind 4,5–10,5 Zentimeter lang, oberseits fast kahl sowie unterseits dicht kurz weißlich behaart.
Es werden rispige Blütenstände gebildet. Die Blüten erscheinen vor den Blättern. Die typischen, zwittrigen und gestielten Schmetterlingsblüten sind weiß bis blassrosa. Der Kelch ist rötlich-violett und feinhaarig. Der Blütenstiel ist mit einem „Gelenk“ unterteilt. Die Fahne besitzt mittig einen grünen Fleck und das Schiffchen eine rötliche Spitze. Die 10 Staubblätter sind einbrüderig verwachsen. Der längliche Fruchtknoten ist fein behaart.
Es werden vierflügelige, an den Samen eingeschnürte, bis 10 Zentimeter lange und nicht öffnende, mehrsamige Hülsenfrüchte mit beständigem Kelch gebildet. Die breiten, welligen Flügel sind papierig und 1–2 Zentimeter breit. Die bis zu acht braunen, etwa 7–8 Millimeter langen Samen, mit seitlichem Hilum, sind abgeflacht und länglich bis elliptisch.

## Verwendung
Die stinkende Rinde, besonders die der Wurzel, und die Blätter werden als Fischgift, Barbasco, verwendet. Die Rinde wird auch medizinisch genutzt.
Das beständige, schwere und harte Holz, Stinkholz, wird für verschiedene Anwendungen genutzt. Es ist bekannt als Barbasco, Jamaica dogwood, Jabín oder Jabi und Habin.